# 姚欽
姚欽（1468年—？），字敬夫，武功左衛匠籍，直隸吳縣人，明朝政治人物。

## 生平
弘治十四年（1501年）中式辛酉科順天府鄉試第一百七名舉人。弘治十五年（1502年）聯捷壬戌科會試第一百九十二名，三甲第一百六十五名進士。

## 家族
曾祖姚思善；祖父姚忠；父姚福通，母皮氏。慈侍下。弟锐、锦、镇。